# Wyścig Formuły 1
Wyścig Formuły 1 – wydarzenie sportowe będące następstwem treningów i kwalifikacji w Grand Prix.

## Procedura startowa
Procedura startowa wyścigu rozpoczyna się 30 minut przed okrążeniem formacyjnym, na które składają się:
- Wyjazd na tor z alei serwisowej zostaje otwarty – kierowcy mogą wyjechać i zająć swoje miejsce na starcie;
- Wyjazd pozostaje otwarty przez 15 minut. Kierowcy, którzy nie zdążą wyjechać na tor przed upływem tego czasu, muszą startować do wyścigu z alei serwisowej;
- 10 minut przed startem przy bolidach mogą znajdować się tylko członkowie zespołu i mechanicy;
- 3 minuty przed startem samochody muszą mieć założone koła;
- 1 minutę przed startem wszystkie auta muszą mieć uruchomione silniki;
- Personel techniczny musi opuścić tor 15 sekund przed startem okrążenia formacyjnego;
- Rozpoczyna się okrążenie formacyjne podczas którego mechanicy udają się do boksów. Po przejechaniu okrążenia kierowcy ponownie ustawiają się na polach startowych;
- Kiedy wszyscy kierowcy zajmą swoje pozycje, w 1-sekundowych odstępach zapala się 5 czerwonych świateł. Gdy zgasną, rozpoczyna się wyścig.

Gdy w co najmniej jednym bolidzie zgaśnie silnik po okrążeniu formacyjnym, musi podnieść rękę. Na prostej startowej wywieszane są żółte flagi oraz zapalają się zielone światła – kierowcy ruszają ponownie do okrążenia formacyjnego, a z dystansu wyścigu odejmowane jest jedno okrążenie. Bolid, w którym zgasł silnik, spychany jest do boksów, a kierowca startuje do wyścigu z alei serwisowej.
W przypadku, gdy wyścig ze względu na złe warunki atmosferyczne rozpoczyna się za samochodem bezpieczeństwa, nie ma okrążenia formacyjnego.
Jeżeli na trzy minuty przed startem zacznie padać deszcz (a wcześniej tor był suchy), start przesuwany jest o 10 minut.

## Czas trwania wyścigu
Wyścig liczy określoną liczbę okrążeń, która jest uzależniona od długości toru (najkrótszy tor w terminarzu ma najwięcej okrążeń, zaś najdłuższy najmniej). Wyścig może trwać co najwyżej dwie godziny. Jeśli jednak do tego momentu (głównie z powodu częstych wypadków i złych warunków na torze) nie uda się zakończyć wyścigu w przewidzianej liczbie okrążeń to liczba ta zostanie skrócona tak, by dojść do limitu dwóch godzin.